# 안동 봉정사 영산회상벽화
안동 봉정사 영산회상벽화(安東 鳳停寺 靈山會上壁畵)는 경상북도 안동시 봉정사에 있는 조선시대의 영산회상도이다. 2009년 4월 22일 대한민국의 보물 제1614호로 지정되었다.

## 개요
이 벽화는 1997년 1월 16일에 발견되었으며 현재는 보존처리 한 후 사찰박물관에 보관되어 있다. 화면은 중방부분이 휘어지면서 부분적으로 균열이 생기고, 자연적 또는 인위적으로 훼손된 부분이 많아 제 모습을 상당히 잃었으나 구도 및 색채 그리고 일부의 문양 등은 판별이 가능하다. 내용은 설법인(說法印)을 짓고 있는 중앙의 본존불을 중심으로 여러 권속들이 에워싸고 있는 도상으로, 남아 있는 화기를 통해 석가모니불이 영축산에서 『묘법연화경(妙法蓮華經)』을 설하실 때의 장면을 도해한 <영산회상도(靈山會上圖)>이다.
전반에 걸친 무거운 적·녹색 위주의 채색을 사용하여 다소 묵직한 느낌이 강하지만, 본존불의 선홍색 법의와 호분이 많이 가미된 연하늘색과 연분홍색 등이 잘 조화를 이루며 장중한 분위기를 연출하고 있고 뛰어난 필치와 밀도 높은 구성력을 보여주고 있다.
이 벽화는 현재 정확한 제작시기를 단정할 수 없지만 대웅전 해체수리 때 종보 하단에 덧댄 통보아지 상면에서 발견된 1435년의 「대웅전중창기」, 1436년의 정면 어칸 기둥 묵서명 등을 통해서 볼 때 1435년을 전후한 시기에 제작되었을 것으로 짐작된다. 따라서 봉정사 대웅전벽화는 현존하는 우리나라 최고의 <영산회상도>로서 1476년 <강진무위사아미타후불벽화>와 함께 조선 초기 불화의 쌍벽을 이루는 벽화이며 이후 전개될 군도형식의 영산회상도는 물론 여타 불회도(佛會圖)의 조형(祖型)이 된다는 점에서 큰 의의가 있다.

## 참고 자료
- 안동 봉정사 영산회상벽화 - 국가유산청 국가유산포털